# 神州 (渤海国)
神州，渤海国设置的州，治所在神鹿县（今吉林省临江市西南葫芦套村对岸长城里）。为鸭渌府府治。神州下轄神鹿、神化、剑门三县。辽朝时，改名渌州。 